# Clitocybe laricicola
Clitocybe laricicola är en svampart som tillhör divisionen basidiesvampar, och som beskrevs av Rolf Singer. Clitocybe laricicola ingår i släktet Clitocybe, och familjen Tricholomataceae. Arten är reproducerande i Sverige.